# ماريو غولف: تودستول تاور
ماريو غولف: تودستول تاور (بالإنجليزية: Mario Golf: Toadstool Tour)‏ تسمى في اليابان باسم ماريو غولف: فاميلي تاور (بالإنجليزية: Mario Golf: Family Tour)‏ هي لعبة فيديو رياضية من سلسلة ألعاب سوبر ماريو وهي من تطوير شركة كامالوت سوفتوير بلانينغ وإنتاج شركة نينتندو لجهاز نينتندو جيم كيوب تم إنتاجها في سنة 2003 في اليابان وتم إنتاجها في سنة 2004 في بقية أنحاء العالم.